# Gårtjärnen (Långseruds socken, Värmland)
Gårtjärnen är en sjö i Säffle kommun i Värmland och ingår i Göta älvs huvudavrinningsområde.